# Sorteo
Dans le monde de la tauromachie, on désigne par sorteo le tirage au sort déterminant la répartition des toros entre les matadors.

## Historique
Jusque vers la fin du XIXe siècle, il n’y avait pas de sorteo : l’ordre de sortie était déterminé par l’éleveur (ganadero) lui-même. Les éleveurs avaient pris l’habitude de faire sortir en cinquième position celui des taureaux dont ils pensaient qu’il serait le meilleur, d’où le dicton « No hay quinto malo ». (« Il n’y a pas de mauvais cinquième »).
Luis Mazzantini et Antonio Reverte finirent par imposer un tirage au sort : ils accusaient les éleveurs de favoriser « Guerrita ».

## Déroulement

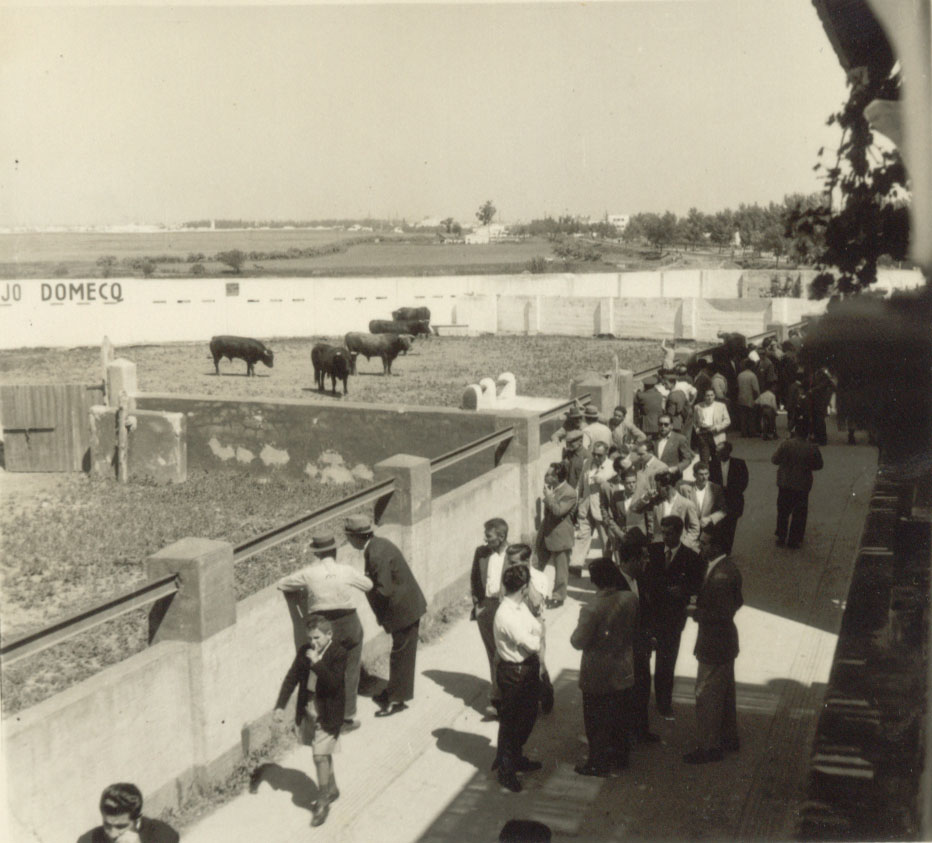
Apartado de toros durant la Feria de Séville en 1955

Le jour même de la corrida, à midi, a lieu le  sorteo, fait en présence du président de la corrida et d’un représentant de chacun des trois matadors. Préalablement au sorteo, les représentants des matadors inspectent les taureaux, puis ils forment les lots en essayant de répartir les taureaux le plus équitablement possible en fonction de leurs facilités ou difficultés supposées. Les numéros des taureaux sont inscrits par paires sur de petits papiers (traditionnellement du papier à cigarettes) par le représentant du plus ancien des matadors ; les papiers sont ensuite roulés en boule par le représentant du matador le plus jeune, puis mis dans le chapeau du mayoral recouvert d’un journal. Chacun tire alors une boule par ordre d’ancienneté, le représentant du matador le plus ancien en premier.
Une fois déterminé le lot de chaque matador, c’est celui-ci qui décidera de l’ordre de sortie des deux taureaux qui lui ont été attribués.

## Il n'y a pas de mauvais cinquième

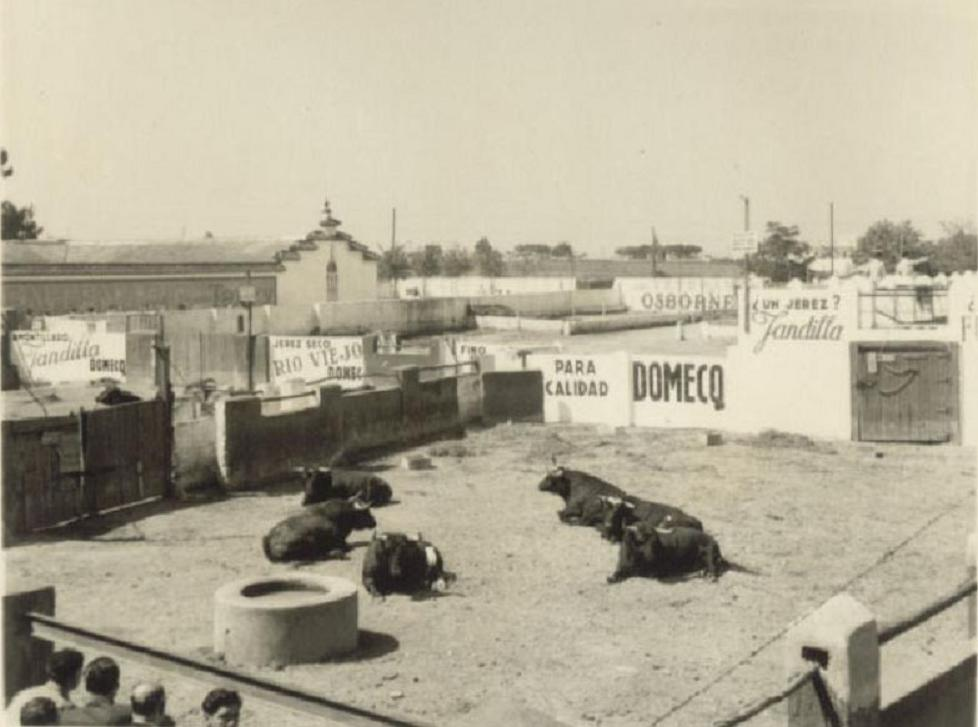
Apartado de toros durant la feria de printemps Séville en avril 1955

Jusque vers la fin du XIXe siècle, il n'y avait pas de sorteo : l'ordre de sortie était déterminé par l'éleveur lui-même ; les éleveurs avaient pris l'habitude de faire sortir en cinquième position celui des taureaux dont ils pensaient qu'il serait le meilleur, d'où le dicton « No hay quinto malo ». (« Il n'y a pas de mauvais cinquième. ») Luis Mazzantini, Antonio Reverte et Guerrita imposeront ce tirage au sort : ils accusaient les éleveurs de favoriser tel ou tel torero.
À la suite du sorteo,  on sépare les taureaux les uns des autres. C'est l'apartado, opération qui consiste à placer chaque taureau dans sa loge ou chiquero, cellule obscure d’environ trois mètres sur deux, dans laquelle il attend l'heure de la corrida avant d'être lâché dans l'arène. Le mot « enchiqueramiento » est synonyme d'« apartado ». Dans quelques rares plazas : Bilbao, Pampelune ou Madrid, le public peut assister à l'apartado.
Lorsque plusieurs élevages fournissent les taureaux d'une même corrida, on les répartit selon l'ancienneté de leur présentation aux arènes de Madrid. Si chaque élevage propose une paire de taureaux, les taureaux de l'élevage le plus ancien commence et termine obligatoirement la corrida
Désormais le dicton « Il n'y a pas de mauvais cinquième. » ne se justifie donc plus ; cependant, tout le monde continue de croire que « No hay quinto malo ».